# Туляки
Туляки (словен. Tuljaki) — поселення в общині Копер, Регіон Обално-крашка, Словенія. Висота над рівнем моря: 339,1 м.